# Pfarrhaus (Urspringen)

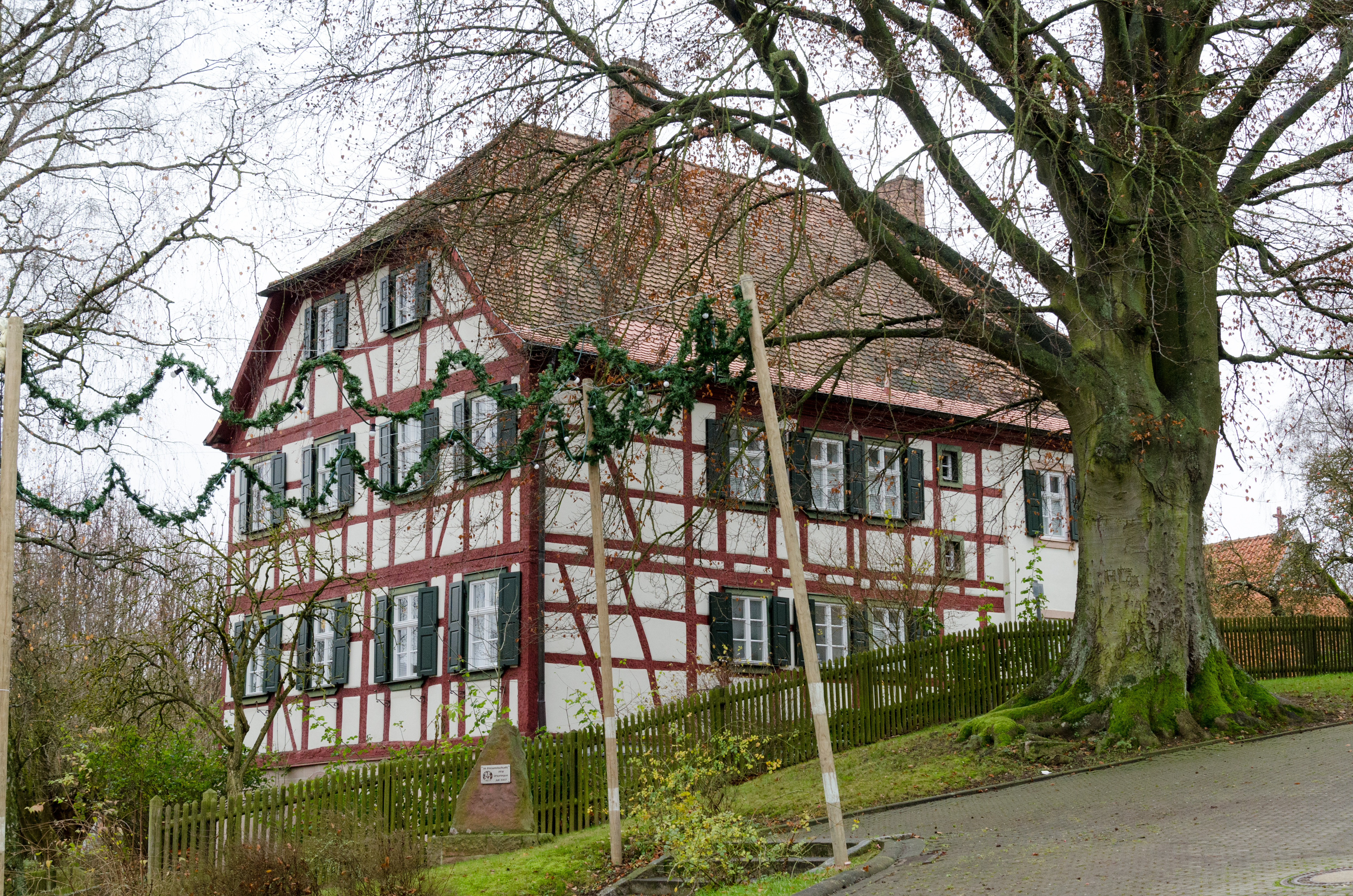
Das Pfarrhaus in Urspringen

Das Pfarrhaus in Urspringen, einem Stadtteil von Ostheim vor der Rhön im unterfränkischen Landkreis Rhön-Grabfeld, wurde im Jahr 1786 erbaut. Das Pfarrhaus mit der Adresse Am Kirchberg 2 ist ein geschütztes Baudenkmal.
Es handelt sich um ein zweigeschossiges Fachwerkgebäude mit vier zu vier Fensterachsen und einem Halbwalmdach. Der Kellereingang ist mit dem Baujahr bezeichnet.